# Aleksander Fiszer

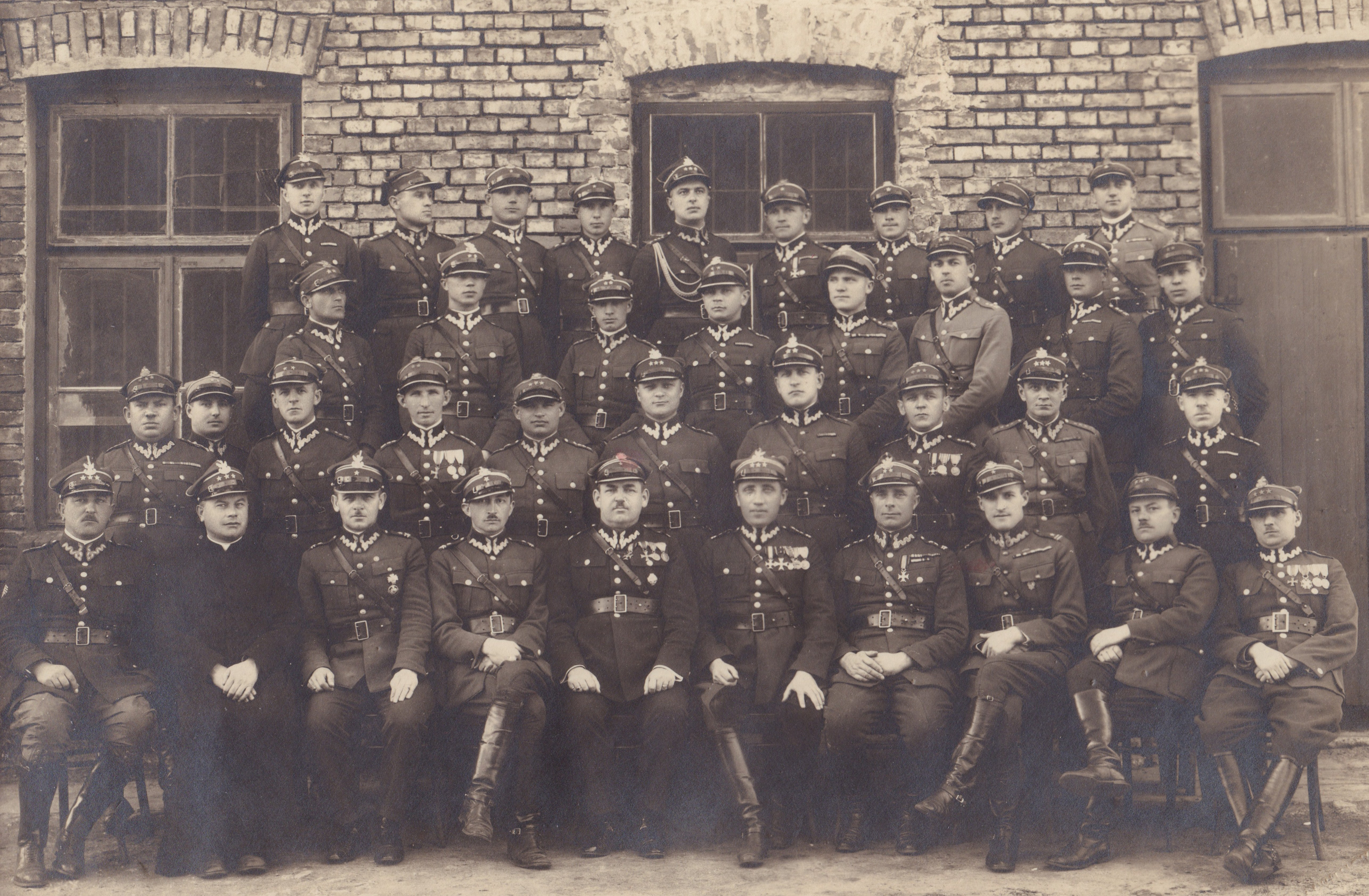
Korpus oficerski 14 pp w I kwartale 1930. W I rzędzie siedzą od lewej: kpt. Emil Zawisza, ks. kpt. Antoni Kosiba, mjr Aleksander Zabłocki, mjr Stanisław Pietrzyk, mjr Mikołaj Świderski, płk Ignacy Misiąg, ppłk Franciszek Sudoł, mjr Aleksander Fiszer, kpt. Józef Tkaczyk i kpt. Stanisław Trojan.

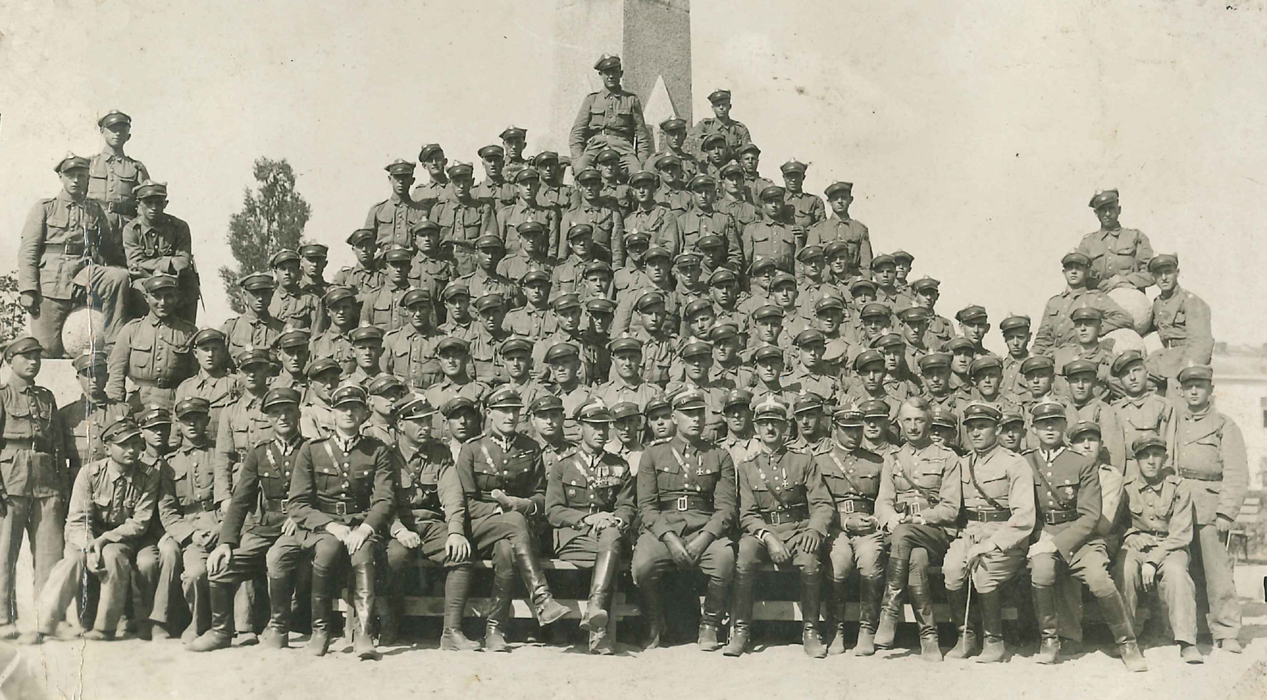
Rok 1934 - 3 kompania 14 pp, mistrzowska w strzelaniu w 4 Dywizji Piechoty. W I rzędzie siedzą od prawej: 2 – ppor. Stanisław Domagalski, 3 – mjr Stanisław Pietrzyk, 4 – kpt. Michał Naziembło, 5 – ppłk Hugo Mijakowski, 6 – ppłk Franciszek Sudoł, 7 – mjr Wilhelm Paszkiewicz, 8 – mjr Aleksander Fiszer.

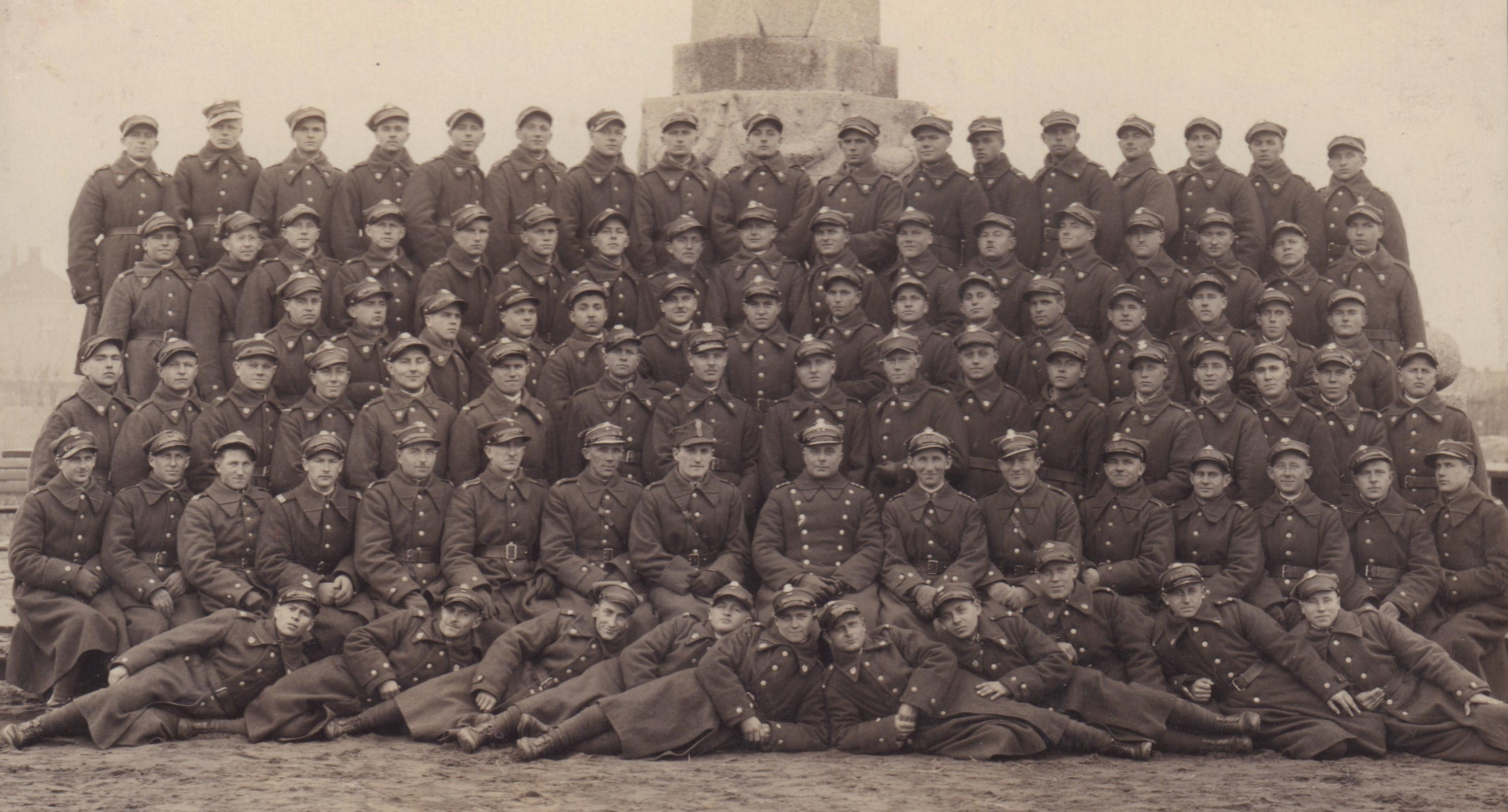
5 kompania 14 pp na przełomie lat 1934/1935. W środku siedzi d-ca 14 pp ppłk Franciszek Sudoł, na prawo od niego d-ca 5 kompanii kpt. Józef Rodzeń. Na lewo od dowódcy pułku siedzą mjr Aleksander Fiszer (d-ca II batalionu) i ppor. Leonard Królak.

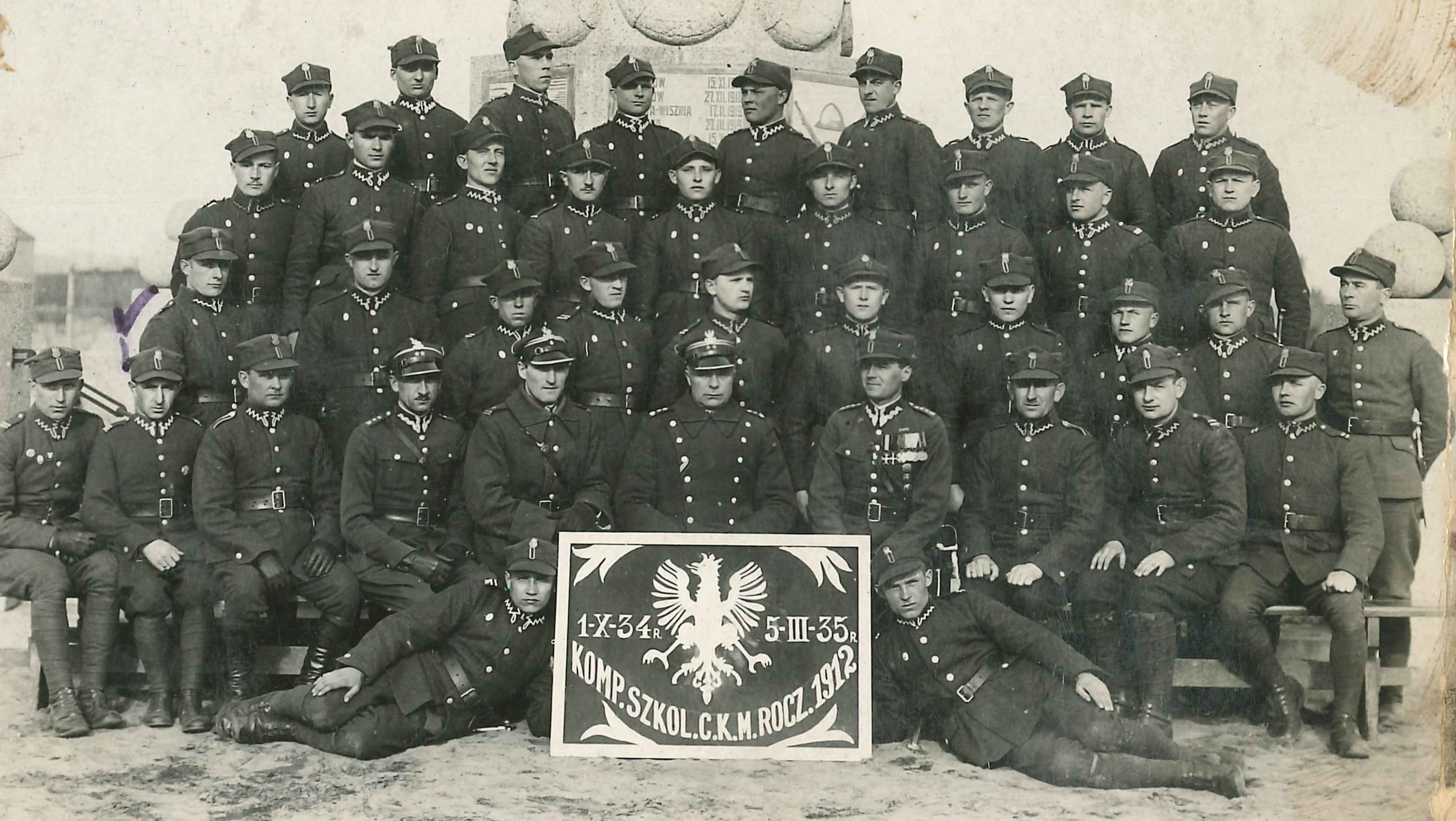
Kompania szkolna ckm 14 pp w dniu 5 marca 1935. Siedzą od prawej: 4 - kpt. Jan Stefan Witkowski, 5 - ppłk Franciszek Sudoł, 6 - mjr Aleksander Fiszer, 7 - por. Ryszard Jagiełło.

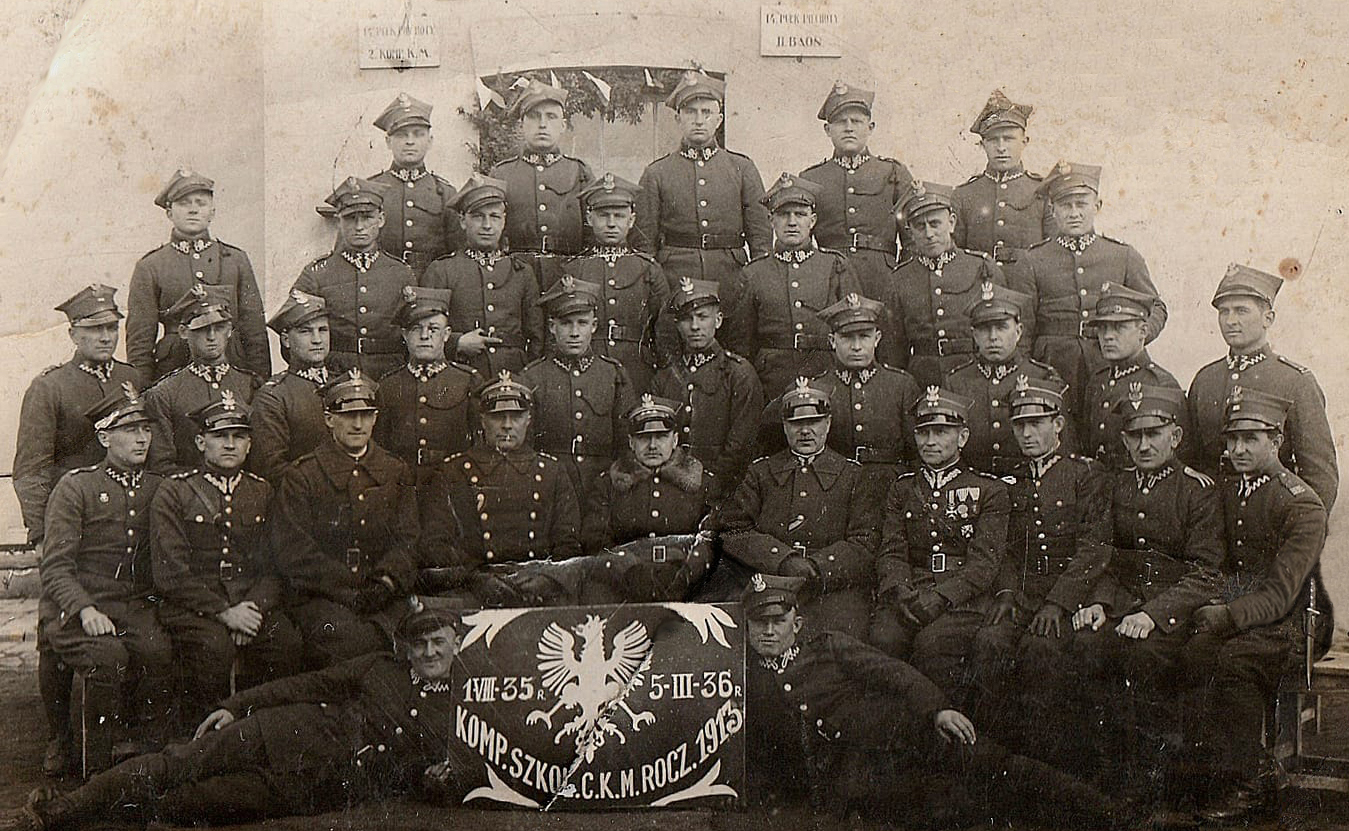
Kompania szkolna ckm 14 pp w dniu 5 marca 1936. Siedzą od prawej: 3 - ppor. Czesław Omielanowicz, 4 - por. Józef Minkina, 5 - ppłk Adam Werschner, 6 - płk Romuald Wolikowski, 7 - ppłk Franciszek Sudoł, 8 - mjr Aleksander Fiszer, 9 - por. Stanisław Domagalski.

Aleksander Maciej Adam Fiszer (ur. 24 lutego 1897 w Garbatce, zm. 12 września 1939 we Wróblewie) – major piechoty Wojska Polskiego, kawaler Orderu Virtuti Militari.

## Życiorys
Urodził się w miejscowości Garbatka (w okolicach Radomia), jako syn Stefana i Marii z domu Kozłowskiej. 
Ukończył siedem klas gimnazjum filologicznego w Radomiu. W latach 1910–1914 należał do harcerstwa. W momencie wybuchu I wojny światowej przebywał w Częstochowie, gdzie w dniu 15 września 1914 r. wstąpił do Legionów Polskich. Został wcielony do IV batalionu uzupełniającego, następnie przydzielony do 2 kompanii II baonu 1 pułku piechoty, po czym przeniesiony do 1 kompanii I baonu 5 pułku piechoty I Brygady Legionów Polskich. Przebył całą kampanię legionową na froncie, ranny w nogę podczas bitwy pod Kostiuchnówką (pod Polską Górą) w dniu 4 lipca 1916 roku. W kwietniu 1917 roku został odnotowany jako pacjent w Domu Rekonwalescentów w Kamieńsku. Przedstawiony był wówczas do odznaczenia austriackim Krzyżem Wojskowym Karola. Po wyleczeniu powrócił do 5 pułku piechoty w Różanie i pełnił funkcję instruktora (jego ostatnim stopniem w Legionach Polskich był stopień sekcyjnego). Po odmowie złożenia przysięgi na wierność cesarzowi niemieckiemu został internowany w obozie Szczypiornie, lecz zdołał uciec podczas przewożenia go pociągiem do Łomży. Podjął pracę jako prywatny korepetytor w Noworadomsku, gdzie nawiązał współpracę z członkami Polskiej Organizacji Wojskowej. Wstąpił do Szkoły Podchorążych i w roku 1918 został wysłany na tzw. „Odcinek Frontowy Nr 1” w Siemiatyczach nad Bugiem. Po wyrzuceniu Niemców znad Bugu został wcielony do 22 pułku piechoty . 
Uczestnik wojny polsko-bolszewickiej w szeregach 22 pułku piechoty. W dniu 1 maja 1919 roku został mianowany na stopień podporucznika piechoty. Odznaczył się 30 stycznia 1920 r. kiedy to otrzymał rozkaz zaatakowania siłami kompanii wsi Wysokoje i Koczyszcze (położonych koło Jelska), gdzie nieprzyjaciel zgromadził duże siły. Ppor. Fiszer na czele swego oddziału wykonał głębokie obejście na tyły i pod osłoną nocy uderzył na bolszewików stacjonujących we wsi Wysokoje, uprzednio likwidując ich placówki strażnicze. Do polskiej niewoli dostało się wówczas 130 jeńców (w tym dowódca batalionu i dwóch dowódców kompanii), zdobyto przy tym cztery karabiny maszynowe. Kompania ppor. Fiszera zaatakowała bezzwłocznie zaalarmowane już oddziały radzieckie stacjonujące we wsi Koczyszcze. Uderzeniem na bagnety rozpędzono bolszewików zadając im duże straty w zabitych i rannych. Na mocy dekretu Naczelnego Wodza Wojska Polskiego z dnia 30 lipca 1920 r. (opublikowanego we wrześniu 1920 r.), ppor. piech. Aleksander Fiszer mianowany został warunkowo, aż do ukończenia prac przez Komisję Weryfikacyjną, do stopnia porucznika ze starszeństwem od dnia 1 maja 1920 roku. Por. Aleksander Fiszer dowodził 2 kompanią 22 pp podczas walk nad Wkrą toczonych od 14 do 16 sierpnia 1920 roku. Wyróżnił się dowagą w dniu 16 sierpnia 1920 r. pod Borkowem, kiedy to na czele swojej kompanii przeprawił się przez Wkrę i uderzył na nieprzyjaciela, zmuszając go do panicznej ucieczki i odwrotu na Nasielsk. W 1921 za wykazane podczas wojny polsko-bolszewickiej męstwo, odznaczony został Krzyżem Srebrnym Orderu Wojskowego Virtuti Militari. 
Na dzień 1 czerwca 1921 roku, będąc już oficerem w randze kapitana, przebywał w Centrum Wyszkolenia Grodno i posiadał na ten czas przydział macierzysty do 22 pułku piechoty. Dekretem Naczelnika Państwa i Wodza Naczelnego z dnia 3 maja 1922 roku (dekret L. 19400/O.V.) został zweryfikowany w stopniu kapitana, ze starszeństwem z dniem 1 czerwca 1919 r. i 1535. lokatą w korpusie oficerów piechoty. W siedleckim 22 pułku piechoty służył do połowy 1929 roku, zajmując w roku 1923 – 1407. lokatę wśród kapitanów korpusu piechoty. W roku 1924 była to już 939. lokata wśród kapitanów piechoty, a w 1928 roku Aleksander Fiszer zajmował 509. lokatę pośród kapitanów korpusu oficerów piechoty. W tym okresie przydzielony został między innymi do służby w Dowództwie Okręgu Korpusu Nr IX - na stanowisku referenta w Oddziale Ogólnym. W marcu 1926 r. ogłoszono rozporządzenie ministra spraw wojskowych – gen. broni Lucjana Żeligowskiego – o przydzieleniu kpt. Fiszera (jako nadetatowego oficera 22 pułku piechoty), bez prawa do należności za przesiedlenie, z DOK Nr IX ponownie do 22 pułku piechoty. W sporządzonym na przełomie 1926 i 1927 roku przez Szefa Departamentu Piechoty Ministerstwa Spraw Wojskowych płk. Szt. Gen. Józefa Zamorskiego „Wykazie imiennym poruczników i kapitanów – dowódców kompanii i baonów na froncie” – zaliczono kpt. Fiszerowi 18-miesięczny okres dowodzenia kompanią (czas dowodzenia oddziałami bojowymi na froncie obliczano od dnia 1 czerwca 1919 r. do dnia 1 marca 1921 r.). 
Prezydent Rzeczypospolitej Polskiej Ignacy Mościcki zarządzeniem z dnia 2 kwietnia 1929 roku awansował Aleksandra Fiszera do rangi majora, ze starszeństwem z dniem 1 stycznia 1929 roku i 37. lokatą w korpusie oficerów piechoty. Na podstawie zarządzenia Ministra Spraw Wojskowych opublikowanego w dniu 6 lipca 1929 r. mjr Fiszer został przeniesiony do włocławskiego 14 pułku piechoty, na stanowisko dowódcy batalionu.
We włocławskim pułku służył do połowy lat 30. XX wieku, pełniąc w tym czasie funkcje: dowódcy I batalionu, kwatermistrza pułku, a następnie dowódcy II batalionu. Przesunięcie mjr. Fiszera na stanowisko kwatermistrza nastąpiło na podstawie zarządzenia Ministra Spraw Wojskowych opublikowanego w dniu 9 grudnia 1932 roku, a objęcie tegoż stanowiska miało miejsce już w październiku 1932 r. Funkcję kwatermistrza 14 pułku piechoty Aleksander Fiszer pełnił do kwietnia 1934 roku, kiedy to ponownie został przesunięty na stanowisko dowódcy batalionu we włocławskim pułku (stosowne zarządzenie Ministra Spraw Wojskowych informujące o tym przesunięciu ogłoszono w dniu 7 czerwca 1934 roku). W dniach od 6 do 10 maja 1930 r. mjr Aleksander Fiszer brał udział w okręgowych zawodach strzeleckich Okręgu Korpusu Nr VIII zdobywając, z wynikiem 213 punktów, tytuł mistrza – co było dużym osiągnięciem zarówno indywidualnym, jak i całego 14 pp (zawody polegały na dokładnym strzelaniu z broni wojskowej na 300 metrów). Wraz z delegacją pułku brał udział w dniu 9 czerwca 1930 roku w uroczystości otwarcia nowego stadionu sportowego we Włocławku. W dniu 6 lutego 1934 roku rozpoczęły się pod jego dowództwem ćwiczenia pułkowe. Dowodzony przez niego II batalion 14 pp zajął w 1934 roku I miejsce w zawodach 4 Dywizji Piechoty w strzelaniu z ckm.
Jako oficer 14 pułku piechoty zajmował w 1930 roku – 613. lokatę łączną na liście starszeństwa majorów piechoty (była to zarazem 35. lokata w starszeństwie), a w 1932 roku – 32. lokatę w swoim starszeństwie. Na dzień 1 lipca 1933 r. była to już 30. lokata w starszeństwie (a jednocześnie 445. lokata łączna wśród majorów piechoty). Z kolei w dniu 5 czerwca 1935 roku Aleksander Fiszer, jako major 14 pp, zajmował 25. lokatę w swoim starszeństwie (była to jednocześnie 325. lokata łączna pośród majorów korpusu piechoty). Podczas swej służby we Włocławku działał w Lidze Obrony Powietrznej i Przeciwgazowej oraz w Polskim Białym Krzyżu.
Dalszym etapem kariery wojskowej majora Fiszera była służba w 60 pułku piechoty, wchodzącym w skład 25 Dywizji Piechoty. Na dzień 23 marca 1939 r. piastował stanowisko dowódcy I batalionu 60 pp, zajmując w tym czasie 7. lokatę wśród majorów piechoty w swoim starszeństwie. Na czele tegoż batalionu wyruszył na wrześniowe szlaki i wziął udział w bitwie nad Bzurą. W dniu 11 września poprowadził swój batalion do natarcia na Solcę Wielką i folwark Wróblew, który do zmierzchu został opanowany. Poległ następnego dnia podczas uporczywych walk o folwark Wróblew, który kilkukrotnie przechodził z rąk do rąk. Spoczął w kwaterze wojennej cmentarza w Solcy Wielkiej .
Aleksander Fiszer był żonaty i miał dwóch synów: Stefana (ur. 7 stycznia 1924 r.) i Aleksandra (ur. 16 lipca 1925 r.).

## Ordery i odznaczenia
- Krzyż Srebrny Orderu Wojskowego Virtuti Militari nr 4283[8][15] (1921)[9]
- Krzyż Niepodległości (13 kwietnia 1931)[43][33][39]
- Krzyż Walecznych (czterokrotnie)[15][k]
- Złoty Krzyż Zasługi (10 listopada 1938)[44][39]
- Medal Pamiątkowy za Wojnę 1918–1921[45]
- Medal Dziesięciolecia Odzyskanej Niepodległości[45]
- Brązowy Medal za Długoletnią Służbę[45]
- Odznaka za Rany i Kontuzje[45]
- Odznaka „Za wierną służbę”[45]
- Odznaka strzelecka „Za celność”[45]